# Eriococcus podhalensis
Eriococcus podhalensis är en insektsart som beskrevs av Dziedzicka och Koteja 1985. Eriococcus podhalensis ingår i släktet Eriococcus och familjen filtsköldlöss. Inga underarter finns listade i Catalogue of Life.